# نظام پزشکی عمومی
1. ↑  "General Medical Council". Charity Commission for England and Wales. Retrieved 19 April 2020.

سازمان نظام پزشکی عمومی (General Medical Council) یا به اختصار GMC یک نهاد عمومی است که فعالیت رسمی پزشکان عمومی در بریتانیا را ثبت می کند.
مسئولیت اصلی آن "حفاظت، ارتقاء و حفظ سلامت و ایمنی عمومی" با کنترل ورود، تعلیق یا در صورت لزوم حذف پزشکان از سیستم سلامت بریتانیا است. همچنین این سازمان استانداردهایی را برای دانشکده های پزشکی در بریتانیا تعیین می کند. عضویت در این سازمان امتیازات قابل توجهی را تحت قسمت ششم قانون پزشکی ۱۹۸۳ به اعضا اعطا می کند. ادعای عضویت در این سازمان در صورتی که یک ادعای دروغ باشد، جرم است. GMC با هزینه های پرداخت شده توسط اعضای خود پشتیبانی می شود و در سال ۲۰۰۱ به یک موسسه خیریه که به طور رسمی ثبت شده، تبدیل شد.